# Atletica leggera ai XII Giochi panafricani - Lancio del giavellotto maschile
La specialità del lancio del giavellotto maschile ai XII Giochi panafricani si è svolta il 30 agosto 2019 a Rabat, in Marocco.
La competizione è stata vinta dal keniano Julius Yego, che ha preceduto il connazionale Alexander Kiprotich (argento) e il nigeriano Nnamdi Chinecherem (bronzo).

## Programma
| Data           | Ora | Evento |
| -------------- | --- | ------ |
| 30 agosto 2019 |     | Finale |

## Podio
| Oro     | Julius Yego Kenya          |
| Argento | Alexander Kiprotich Kenya  |
| Bronzo  | Nnamdi Chinecherem Nigeria |

## Risultati
| Class   | Nome                     | Nazione      | #1    | #2    | #3    | #4    | #5    | #6    | Risultato | Note |
| ------- | ------------------------ | ------------ | ----- | ----- | ----- | ----- | ----- | ----- | --------- | ---- |
| Oro     | Julius Yego              | Kenya        | x     | 79.17 | 87.73 | 80.20 | –     | –     | 87.73     |      |
| Argento | Alexander Kiprotich      | Kenya        | x     | 77.50 | x     | 75.28 | x     | 77.24 | 77.50     |      |
| Bronzo  | Nnamdi Chinecherem       | Nigeria      | 73.24 | 61.17 | x     | 67.34 | x     | 67.96 | 73.24     |      |
| 4       | Othow Okello             | Etiopia      | 69.79 | 66.18 | 65.84 | 71.55 | 67.88 | x     | 71.55     |      |
| 5       | Claude Chamaken          | Camerun      | 66.27 | 62.27 | 71.44 | 63.26 | x     | 68.85 | 71.44     |      |
| 6       | Ubang Ubank              | Etiopia      | 71.28 | 67.27 | 62.64 | x     | x     | –     | 71.28     |      |
| 7       | Abdellah Charaii         | Marocco      | 68.42 | 69.56 | 69.19 | 68.47 | 69.94 | x     | 69.94     |      |
| 8       | Kereyu Bulala            | Etiopia      | 67.58 | 65.05 | 69.91 | 67.35 | 65.28 | x     | 69.91     |      |
| 9       | Samuel Kure              | Nigeria      | 69.55 | x     | 69.23 |       |       |       | 69.55     |      |
| 10      | Maged Mohser El Badry    | Egitto       | 69.33 | 68.15 | 67.92 |       |       |       | 69.33     |      |
| 11      | Lormans Mansiantima-Yitu | RD del Congo | x     | 37.64 | 36.29 |       |       |       | 37.64     |      |